# Az utolsó dobás
Az utolsó dobás (eredeti cím: Snake Eyes) 1998-ban bemutatott amerikai összeesküvéses thrillerfilm, amelyet Brian De Palma rendezett és készített. A főszerepben Nicolas Cage látható.
A filmet a Paramount Pictures, a Buena Vista International és a Touchstone Pictures gyártásában 1998. augusztus 7-én mutatták be. Általánosságban vegyes kritikákat kapott az értékelőktől, akik kritizálták a film történetét, forgatókönyvét és menetét, ugyanakkor dicsérték a stílusát és az alakításokat. A 73 millió dolláros költségvetésével szemben 104 millió dolláros bevételt ért el világszerte.
Egy gyanúsan viselkedő rendőrnyomozó gyilkossági összeesküvés közepén találja magát egy fontos bokszmérkőzésen egy Atlantic City-i kaszinóban.

## Cselekmény
Egy sötét és viharos éjszakán a korrupt, extravagáns rendőrnyomozó, Rick Santoro (Nicolas Cage), aki Atlantic City-ben dolgozik, részt vesz a Gilbert Powell Atlantic City Arénában rendezett boksz mérkőzésén a nehézsúlyú bajnok Lincoln Tyler és a kihívó Jose Pacifico Ruiz között. Találkozik gyermekkora óta legjobb barátjával, Kevin Dunne-nal (Gary Sinise), aki az Amerikai Haditengerészet parancsnoka, egyúttal az Amerikai Védelmi Minisztérium munkatársa, aki Charles Kirkland védelmi minisztert és Powellt kísérte el. 
Ahogy az első menet elkezdődik, Kevint megzavarja egy vonzó vörös hajú nő, Serena, aki rubingyűrűt visel, és elhagyja a helyét, amit aztán Julia Costello (Carla Gugino), egy titokzatos nő vesz át, platinaszőke hajjal és fehér szatén öltönyben. Amikor Tyler váratlanul kiüti Ruizt, lövések dördülnek, halálosan megsebesítve Kirklandet és súrolva Juliát, aki elveszíti szemüvegét és szőke parókáját, felfedve természetes sötét haját. Kevin megöli a mesterlövészt, és elrendeli az aréna lezárását. A lezárás ellenére Julia a kaszinóba menekül, sebeit a blúzából vett ruhadarabokkal takarja be, és miután ellopott egy fekete szaténdzsekit, kurvának álcázza magát.
Rick észreveszi, hogy a „kiütött” Tyler azonnal magához tért, amikor a lövések eldördültek, és miután tanulmányozta a felvételeket, rájön, hogy a „kiütés” valójában nem talált. Tyler bevallja, hogy azért dobta be a bunyót, hogy kifizesse a szerencsejáték adósságát, de soha nem mondták neki, hogy bárkit is meg fognak ölni, és elárulja, hogy Serena, a vörös hajú, aki rászedte Kevint, hogy elhagyja a posztját, fizetett neki a bunyóért. Mivel Tyler, Serena és a mesterlövész is érintett - azon kívül, aki jelezte Tylernek, hogy feküdjön ki -, Rick összeesküvésre gyanakszik, és mindent elárul Kevinnek, amit megtudott. A parancsnok bevallja, hogy a norfolki út célja az AirGuard rakétavédelmi rendszer tesztelése volt, amelyet Powell cége támogatott. Arra következtet, hogy a mesterlövész, egy ismert palesztin terrorista, Tariq Rabat, a Pentagon Izraellel való nagyszabású védelmi együttműködése és az Izraelnek történő fegyverrendszer-szállítások miatt követett el merényletet Kirkland ellen. 
Rick a biztonsági felvételeket tanulmányozza, hogy megtalálja Serenát, míg Kevin Powell biztonsági őreinek segítségével folytatja Julia keresését. Miután azonban szétválnak, kiderül, hogy valójában Kevin az ötödik fél és az összeesküvés kiagyalója. Megöli az immár szőke Serenát és Zietz-et (a férfit, aki jelezte Tylernek, hogy mikor kell lefeküdnie), hogy megakadályozza további részvételüket, majd testőrei segítségével elrejti a holttestüket. Kevin ezután bevonja Tylert azzal, hogy felfedi neki az igazságot.
Julia elcsábítja Ned Campbellt, a szálloda egy aljas vendégét, hogy elrejtőzhessen a szobájában. Rick és Kevin egyszerre jönnek rá erre, és üldözőbe veszik, de a nyomozó előbb éri el a lányt, és védőőrizetbe veszi. Egy lépcsőházban Julia bevallja, hogy ő egy elemző, aki az AirGuard teszteken dolgozott, és felfedezte, hogy az eredményeket meghamisították, hogy a rakétavédelmi rendszer működőképesnek tűnjön, miközben valójában még nem működött; és ő adta a tippet Kirklandnek a csalásról. Kevin azonban tudomást szerzett a nő tetteiről, és megszervezte az egész összeesküvést, hogy megöljék őt és Kirklandet is, felhasználva Rabat fanatikus Izrael-ellenes terrorista hátterét, hogy megölette a miniszterelnököt, majd azonnal megölte magát. Rick megtudja Kevin érintettségét, és annak ellenére, hogy kezdetben nem akarta elhinni, hamar elfogadja az igazságot. Miután Juliát egy raktárban elrejtette, Rick megvizsgálja egy új kamera felvételeit, és bizonyítékot talál barátja érintettségére. 
Kevin szembesíti Ricket, és bevallja, hogy az indítéka az volt, hogy megakadályozza az amerikai hajók elleni további támadásokat, hasonlóan ahhoz, amikor több tengerész fulladását kellett végignéznie. Egymillió dollárt ajánl Ricknek Julia hollétéért. Amikor Rick visszautasítja, hiszen csak annyit mondott, hogy Julia nem tett semmi rosszat, Kevin megvereti Tylert, de Rick még mindig nem adja be a derekát. Kevin nyomkövetőt helyez Rickre, és követi őt a raktárba, éppen akkor, amikor egy hurrikán éri el Atlantic Cityt. Amikor egy szökőár eléri a sétányt, Rick ezt fedezékként használja fel, hogy Julia kifelé siessen, ahol a Rick által értesített rendőrség már várakozik, és szemtanúja lesz, ahogy a tengerésztiszt tüzet nyit. A rendőrség és a híradó stábja által sarokba szorított Kevin az élő híradósok előtt öngyilkos lesz.
Ricket később hősként ünneplik, de a sajtó hamarosan leleplezi a korrupcióját, és Rick elveszíti az állását és a családját. Mielőtt jelentkezik a börtönbüntetéséért, Rick találkozik Juliával a sétányon. A lány megköszöni neki a segítségét, mivel Powell teljesen átszervezi a cégét, és leselejtezi az AirGuardot. Rick megígéri, hogy felhívja, amikor tizenkét-tizennyolc hónap múlva szabadul. Végül Serena rubingyűrűje az új Powell Millennium Aréna egyik betonoszlopába ágyazva látható.

## Szereplők
| Karakter               | Színész               | Magyar hang          |
| ---------------------- | --------------------- | -------------------- |
| Rick Santoro           | Nicolas Cage          | Józsa Imre           |
| Kevin Dunne parancsnok | Gary Sinise           | Epres Attila         |
| Gilbert Powell         | John Heard            | Orosz István         |
| Julia Costello         | Carla Gugino          | Orosz Anna           |
| Lincoln Tyler          | Stan Shaw             | Vass Gábor           |
| Lou Logan              | Kevin Dunn            | Rosta Sándor         |
| Jimmy George           | Michael Rispoli       | Szokol Péter         |
| Charles Kirkland       | Joel Fabiani          | Tolnai Miklós        |
| Cyrus                  | Luis Guzmán           | Csík Csaba Krisztián |
| Ned Campbell           | David Anthony Higgins | Harmath Imre         |
| Walt McGahn            | Mike Starr            | Bácskai János        |
| Anthea                 | Tamara Tunie          | Kocsis Mariann       |
| Mickey Alter           | Chip Zien             | Haás Vander Péter    |
| Tyler testőre          | Jernard Burks         | Beratin Gábor        |
| Ringszpíker            | Jean-Paul Chartrand   | Bognár Tamás         |
| Zietz                  | Chip Chuipka          | Zágoni Zsolt         |
| Bíró                   | Kenneth Glegg         | Rudas István         |
| A közvetítés producere | Alain Goulem          | Holl Nándor          |
| Serena                 | Jayne Heitmeyer       | Kiss Virág           |
| Anthea operatőre       | William J. McKeon III | Kapácsy Miklós       |
| Gordon Pritzker        | Peter McRobbie        | Imre István          |

## Fordítás
- Ez a szócikk részben vagy egészben  a   Snake Eyes (1998 film) című angol Wikipédia-szócikk fordításán alapul.  Az eredeti cikk szerkesztőit annak laptörténete sorolja fel. Ez a jelzés csupán a megfogalmazás eredetét és a szerzői jogokat jelzi, nem szolgál a cikkben szereplő információk forrásmegjelöléseként.